# Nicola Granieri
Nicola Granieri (Torino, 3 luglio 1942 – Torino, 28 dicembre 2006) è stato uno schermidore italiano, specializzato nella spada e nel fioretto.
Ha vinto una medaglia d'argento ed una di bronzo ai Campionati mondiali di scherma.

## Biografia
Uno degli schermidori più forti degli anni sessanta e settanta, colonna della nazionale di scherma e del Club di Scherma Torino, di cui fu sia atleta che presidente. Dopo avere detto addio alle pedane, ricoprì infatti per ben 24 anni la carica di presidente del glorioso sodalizio sabaudo.
Granieri è stato uno degli ultimi esponenti della scherma polivalente. Gareggiava infatti sia nella specialità del fioretto che in quella della spada ad altissimo livello. Nella sua carriera ha vinto: una Coppa del Mondo di scherma nella specialità della spada nel 1971, una argento individuale nella spada nel 1971 ed un bronzo mondiale a squadre nel fioretto nel 1975, un oro individuale ai Giochi del Mediterraneo, 17 titoli italiani tra prove individuali e a squadre sia nel fioretto sia nella spada.

## I primi anni della carriera sportiva
Granieri cominciò a praticare la scherma presso la storica società torinese del Club di Scherma Torino, ma si trasferì presto alla Libertas per seguire il suo primo Maestro. Si mise in mostra già da giovanissimo, allievo del Maestro ungherese Bela Balogh nel 1959 si aggiudicò il titolo italiana della categoria "Giovanetti" di fioretto.
Sempre nel mese di aprile del 1959 vinse a Venezia il "Criterium Studentesco" di fioretto, nel girone finale riportò tutte vittorie, anticipando sul podio il napoletano Pasquale La Ragione, con il quale per tutti gli anni di attività giovanile si contenderà i maggiori successi nelle gare nazionali ed internazionali.
Nel gennaio del 1961 Granieri vinse a Milano la prima prova del "Campionato Italiano Juniores", ancora una volta sul mancino napoletano La Ragione, questa volta però dopo un assalto di spareggio vinto dal torinese per 5 a 4. 
Poche settimane dopo si aggiudicava a Vercelli anche la prova di spada, precedendo il bustocco campione uscente Achille Pellegatta. Successivamente Granieri si aggiudicò anche la prova di Roma di fioretto e così vinse il suo primo titolo italiano nella categoria "Giovani", all'epoca unica manifestazione nazionale giovanile organizzata dalla Federazione Italiana Scherma su più prove. Quell'anno vinse sia la graduatoria del fioretto che quella della spada. Il forte schermitore torinese cominciò anche a mietere successi a livello internazionale assoluto, con il 2º posto alla "Coppa Giovannini", sconfitto solo dopo uno spareggio dal sovietico Mark Midler. Nel 1961 esordì con la nazionale italiana nel mondiale giovanile a Duisburg, dove giunse al 5º posto. L'anno dopo a Il Cairo fu il migliore dei giovani azzurri, pur non superando il turno di semifinale.
Grazie ai risultati ottenuti in quell'anno Granieri venne selezionato anche per il Campionato mondiale di scherma di Torino. Nella gara individuale si fermò al girone dei quarti di finale, mentre nella gara a squadre la nazionale italiana fu eliminata al secondo turno.
L'anno successivo Granieri rientrò assieme al suo Maestro Bela Balogh al Club di Scherma Torino, e gli riuscì anche di bissare il successo nel campionato italiano juniores di fioretto, questa volta disputato in prova unica a Bologna nel gennaio del 1962. Ancora una volta precedette nel girone finale La Ragione, vincendo tutti gli assalti.
Il 1963 portò nella bacheca del torinese il prestigioso trofeo "Coppa Scaffidi-Abate", disputato a Treviso. Qui su un lotto di 80 concorrenti provenienti da tutta Italia vinse battendo nel girone finale tutti i milanesi della società Cassa di Risparmio Scherma, l'azzurro Vittorio Lucarelli ed il solito napoletano La Ragione. Anche quell'anno Granieri venne selezionato per rappresentare l'Italia al Campionato mondiale di scherma di Danzica. Qui superò brillantemente il primo girone eliminatorio, ottenendo tutte vittorie. Il torinese passava anche il secondo turno eliminatorio ed approdava ai turni di eliminazione diretta dei quarti di finale. Qui incappava ancora nell'esperto sovietico Midler, e nonostante un assalto equilibratissimo dove Granieri in forte svantaggio riusciva a rimontare impattando il match sul 9-9, qui però veniva beffato all'ultima stoccata, perdendo 10 a 9, e terminando il suo cammino della gara individuale. Ancora meno fortunata fu la prova a squadre, dove la nazionale italiana venne eliminata al primo turno. La stagione si concluse con la vittoria di Granieri alla "Coppa Daverio", disputata a Torino sulle pedane del circolo Michelin Sporting Club, allora ancora nella storica sede di Corso Umbria.

## I giochi olimpici di Tokio e gli anni successivi
Il 1964 di Granieri cominciò con la partecipazione negli Stati Uniti al prestigioso "Trofeo Martini", con tutti i più forti fiorettisti del momento. Nel marzo di quell'anno Granieri si aggiudicò la prima prova del campionato nazionale assoluto. Già dalla vigilia era tra i possibili vincitori, anche se la stampa specializzata dava ancora vincente uno tra i tanti campioni affermati della nazionale, tutti in lizza per un titolo importante visto che da lì a poche settimane sarebbero state diramate le convocazioni per i Giochi olimpici. Granieri disputò una gara secondo le aspettative, superando facilmente le prime eliminatorie. Nell'assalto decisivo per entrare nel girone finale eliminò il romano Vittorio Lucarelli per 10-9, quindi batté tutti e tre i suoi ultimi avversari: il novese Gianluigi Santi, Guido Milanesi e Alfredo Del Francia. Nella successiva prova a Roma giunse al 3º posto dietro al livornese Mario Curletto ed al suo solito avversario Pasquale La Ragione, mentre nella prova conclusiva disputata a Genova, vinta dal veneziano Arcangelo Pinelli, non superò i primi turni eliminatori. Questi piazzamenti tuttavia, gli furono sufficienti per aggiudicarsi la classifica finale e quindi il suo primo titolo italiano assoluto. Grazie a questi risultato Granieri riuscì ad essere convocato con la nazionale italiana per i Giochi Olimpici di Tokio 1964. Il 13 ottobre fece il suo esordio nella gara individuale, nel girone che comprendeva tra gli altri il forte francese Daniel Revenu ed il giapponese Kazuhiko Tabuchi. Lo schermitore torinese superò in modo brillante il primo turno, battendo tutti gli avversari. Nel secondo turno al contrario riuscì ad ottenere solo due vittorie, risultato che lo costrinse ad uno spareggio con l'egiziano Mohamed Gamil El-Kalyoubi che lo vide sconfitto per 4 a 5. Per altro Granieri questo avversario lo aveva precedentemente battuto proprio nella fase a gironi. Non molta più fortuna ebbe nella gara a squadre, dove la nazionale italiana superò il primo turno battendo l'Australia e la Gran Bretagna, e dove Granieri inanellò ben sette vittorie complessive, per poi cedere alla Francia per 5 a 9, e terminare quindi dopo la sconfitta anche con la Repubblica Federale Tedesca al 7º posto.
A fine anno venne invitato dalla federazione turca a disputare un torneo internazionale ad Ankara. Qui Granieri si impose sia nella gara di fioretto che in quella a lui non consueta di sciabola.
Il rendimento in pedana di Granieri nel 1965 venne condizionato da un infortunio alla caviglia occorsogli durante la seconda prova dei Campionati Italiani di fioretto. A causa di questo infortunio perse anche la possibilità di difendere il titolo, che in quell'occasione andò a Pasquale La Ragione. Al mondiale di Parigi. Nel concorso individuale il torinese rimase il solo azzurro in gara dopo la prima giornata composta da due turni di girone eliminatorio. La sua gara terminò però il giorno successivo al primo match di eliminazione diretta.
Nella gara a squadre l'Italia non riuscì a superare il primo turno. Granieri si distinse per essere stato l'atleta azzurro più vincente, ma non bastò per evitare le sconfitte con la Repubblica Federale Tedesca per 7 a 9 e con l'Unione Sovietica per 7 a 8. A fine anno Granieri venne premiato dal C.O.N.I. con la Medaglia di bronzo al valore atletico.
Nel 1966 e 1967 arrivarono altri due titoli individuali ancora nel fioretto, e nel 1970 l'ultimo in questa specialità.

## L'argento mondiale e Monaco 1972
Il 13 luglio 1971 al Campionato mondiale di scherma di Vienna Granieri raggiunse l'apice della sua carriera internazionale, conquistando la medaglia d'argento iridata. Ottima fu la gara del torinese sino dai primi turni eliminatori, giunse al girone di semifinale e lo superò con quattro vittorie. Emozionante il girone finale per il titolo e le medaglie. Granieri partì con la vittoria per 5-4 sull'ungherese Sándor Erdős, quindi affrontò il favorito sovietico Grigorij Kriss, e nonostante una volenterosa interpretazione del match finì sconfitto per 2-5. Nell'assalto successivo ebbe nuovamente la meglio sullo svedese Rolf Edling per 5-2, e la contemporanea sconfitta del russo per mano dell'altro svedese Hans Jacobson rimise in discussione la vittoria. Purtroppo il torinese incappava nella seconda sconfitta nel girone, per opera dell'altro sovietico Viktor Modzalevsky dopo un incredibile assalto terminato 6-7. A nulla serviva la vittoria finale su Hans Jacobson per 5-4, Grigorij Kriss non si farà più sorprendere e vincerà il titolo, lasciando a Granieri la piazza d'onore. Nella successiva gara a squadre la nazionale italiana di spada, menomata dall'assenza del forte Gianluigi Saccaro trattenuto a Milano da motivi di lavoro, nel decisivo match dei quarti di finale con l'Unione Sovietica dovette rinunciare anche a Gianfranco Paolucci per un infortunio occorsogli nel precedente incontro con il Belgio. Le speranze poggiavano quindi tutte su Granieri, vista la grande prova dell'individuale. E il torinese non tradì le attese, e prima batté Sergej Paramonov, e quindi diede le due vittorie che consentirono alla squadra italiana di impattare l'incontro sul 7-7. Qui però la sconfitta di Claudio Francesconi subita da Aleksej Nikančikov chiuse i conti in favore dei sovietici. La squadra italiana perse poi anche nell'assalto di piazzamento con la Francia, terminando la gara al 7º posto.

## L'ultima olimpiade a Montreal ed il ritiro
Terminate le gare canadesi, Granieri decise anche di finire la sua carriera agonistica. Immediatamente cominciò quella di dirigente, facendosi eleggere quale presidente del suo stesso sodalizio, il Club di Scherma Torino, carica che manterrà ininterrottamente fino al 1998.

## La carriera da dirigente
Subito dopo la sua entrata in carica, alla fine del 1976, cercò di rafforzare subito il parco atleti del circolo schermistico torinese, impoverito dal contemporaneo ritiro sia suo che delle fiorettista Vannetta Masciotta e Consolata Collino. Il primo passo fu quello di cercare di trasferire sotto la Mole il campione olimpico veneziano Fabio Dal Zotto. In un primo momento sembrava che questo si potesse fare, ma successivamente l'atleta ritirò la sua disponibilità e rimase nella sua società d'origine. In quest'ottica di rinnovamento delle varie squadre, Granieri propose anche delle "borse di studio", al fine di favorire l'avvicinamento al Club di Scherma Torino del maggior numero possibile di giovani talenti.
All'inizio del 1979 il club torinese ospitò nella sua sede i campionati italiani "Giovani", e per l'occasione Granieri provò a proporre la stessa sede anche per i Campionati mondiali giovani di scherma in programma l'anno successivo. Pochi mesi dopo creerà a Torino il "Masters" di sciabola, manifestazione promozionale alla quale verranno invitati i migliori sei sciabolatori del momento. Alla fine dell'anno ancora protagoniste le pedane torinesi, che sempre della sede del Club di Scherma Torino ospitarono le gare per i Campionati italiani assoluti di scherma a squadre. Per l'occasione sia Granieri che il suo vicepresidente Roberto Chiari si ripresentarono in pedana per rinforzare la squadra di spada torinese. Pochi mesi dopo creerà a Torino il "Masters" di sciabola, manifestazione promozionale alla quale verranno invitati i migliori sei sciabolatori del momento.
Nel 1980 Granieri rinnovò gli appuntamenti internazionali a Torino. Il trofeo internazionale di fioretto femminile cambiò denominazione, divenendo "Trofeo Cassa di Risparmio". Venne rinnovato anche il "Masters" internazionale dI sciabola, ampliato ad otto schermitori con la formula dell'eliminazione diretta al posto del girone "all'italiana". Alla fine dell'anno Granieri venne riconfermato quale presidente del Club di Scherma Torino, quali maestri vennero assunti l'ex-campione olimpico polacco Egon Franke per il fioretto e Pietro Gnisci per la spada, a loro si affiancava per il settore giovanile il già presente prof. Sesto Di Tommaso. Venne rinnovato anche il "Masters" internazionale di sciabola, ampliato ad otto schermitori con la formula dell'eliminazione diretta al posto del girone "all'italiana".
Nel 1981 il C.O.N.I. conferì a Granieri la Medaglia d'oro al valore atletico, quale premio alla sua straordinaria carriera di schermitore.
Nel 1983, a 41 anni, Granieri ancora una volta si rimise in pedana per aiutare nuovamente la squadra di spada del Club di Scherma Torino nei Campionati italiani assoluti di scherma ospitati nuovamente nella sede del sodalizio torinese. La gara però non riservò particolari glorie per la squadra torinese, battuti nel primo turno i napoletani del Circolo Nautico Posillipo per 5-3, si arenavano negli ottavi di finali, rimanendo lontani dalla lotta per le medaglie. Il titolo fu poi vinto dai piemontesi della Pro Vercelli Scherma.

## Gli ultimi anni
Nel 1996 Granieri si presentò quale candidato alla presidenza della Federazione Italiana Scherma, opposto al presidente in carica Antonio Di Blasi. Nonostante fosse il suo grande passato di atleta e dirigente sportivo, risultò perdente con parecchi voti di distanza dal suo avversario.
Granieri si consolò con l'ennesima conferma in casa, e sempre nel 1996, per la settima ed ultima volta, venne confermato presidente del Club di Scherma Torino. 
Si spegnerà a causa di un male incurabile poco tempo dopo, il 28 dicembre 2006.

## Palmarès
In carriera ha ottenuto i seguenti risultati:

### Mondiali
Individuale
- Argento nella spada a Vienna 1971

A squadre
- Bronzo nel fioretto a Budapest 1975

### Giochi del Mediterraneo
Individuale
- Oro nel fioretto a Tunisi 1967

### Universiadi
Individuale
- Argento nella spada a Tokyo 1967
- Argento nella spada a Torino 1970
- Bronzo nel fioretto a Tokyo 1967

A squadre
- Oro nella sciabola a Tokyo 1967
- Argento nel fioretto a Tokyo 1967
- Bronzo nella sciabola a Porto Alegre 1963
- Bronzo nella spada a Torino 1970
- Bronzo nella spada a Mosca 1973

### Coppa del Mondo
Individuale
- nella classifica generale della spada 1970-71

A squadre

### Campionati italiani
Individuale
- Oro nel fioretto nel 1964
- Oro nel fioretto nel 1966
- Oro nel fioretto nel 1967
- Oro nel fioretto nel 1970
- Oro nella spada nel 1975
- Oro nella spada nel 1976

A squadre